# Lawrence Hauben
Lawrence Alan Hauben (* 3. März 1931 in New York; † 22. Dezember 1985 in Santa Barbara, Kalifornien) war ein US-amerikanischer Schauspieler und Drehbuchautor, der für das Drehbuch zu Einer flog über das Kuckucksnest (1975) den Oscar für das beste adaptierte Drehbuch, einen Golden Globe für das beste Filmdrehbuch und den Preis der Writers Guild of America (WGA Award) für das beste adaptierte Drehbuch sowie außerdem für den British Academy Film Award (BAFTA Film Award) für das beste Drehbuch nominiert war.

## Leben
Hauben war zunächst Schauspieler und spielte in dem Kriminalfilm Point Blank (1967) sowie in den Fernsehserien Then Came Bronson (1969) und The Outsider (1969).
Für den von Miloš Forman mit den Hauptdarstellern Jack Nicholson, Louise Fletcher und Brad Dourif inszenierten Film Einer Flog über das Kuckucksnest (1975), seine einzige Arbeit als Drehbuchautor, erhielt er zusammen mit Bo Goldman 1976 den Oscar für das beste adaptierte Drehbuch, einen Golden Globe für das beste Filmdrehbuch und den WGA Award für das beste adaptierte Drehbuch. Darüber hinaus erhielten beide 1977 auch eine Nominierung für den BAFTA Film Award für das beste Drehbuch.

## Auszeichnungen
- 1976: Oscar für das beste adaptierte Drehbuch
- 1976: Golden Globe Award für das beste Filmdrehbuch
- 1976: WGA Award für das beste adaptierte Drehbuch